# Mem Garcia de Sousa
Mem Garcia de Sousa ou Mendo Garcia de Sousa (1200 - 1255) foi nobre, militar e Rico-homem do Reino de Portugal durante os reinados de Sancho II de Portugal e de Afonso III de Portugal, chefiando a mais importante casa nobiliárquica medieval portuguesa durante o período do conflito de 1245-47.

## Primeiros anos
Mem era filho primogénito de Garcia Mendes de Sousa, o de Eixo e de Elvira Gonçalves de Toronho, e irmão de Gonçalo Garcia, Fernão Garcia, João Garcia e Maria Garcia , pertencendo portanto a uma das linhagens portuguesas mais importantes da época, os Sousas. Nasceu nos inícios do século XIII, provavelmente por volta de 1200, mas pouco se sabe do seu percurso até meados do século. 

## O provável exílio

### Da divergência nobiliárquica ao conflito sucessório
A família de Mem esteve intrinsecamente ligada ao conflito sucessório que se desencadeou logo após a morte de Sancho I de Portugal: o seu tio, Gonçalo Mendes II de Sousa, fora companheiro de armas e mordomo de Sancho I, e nomeado seu executor testamentário juntamente com Lourenço Soares de Ribadouro, Gonçalo Soares, Pedro Afonso de Ribadouro, e Martim Fernandes de Riba de Vizela. O sucessor de Sancho, Afonso II de Portugal, não concordou com o testamento deixado pelo pai, no qual teria de ceder terras às suas irmãs, equiparadas a ele em título, e recusou cumpri-lo. Assim, os primeiros anos do reinado deste foram marcados por violentos conflitos internos entre o rei e as suas irmãs Mafalda, Teresa e Santa Sancha de Portugal, a quem Sancho legara em testamento, sob o título de rainhas, a posse dos castelos de Montemor-o-Velho, Seia e Alenquer, com as respectivas vilas, termos, alcaidarias e rendimentos. Ora, Afonso, tentando evitar a supremacia da influência dos nobres no seu governo, pretendia centralizar o seu poder, mas para isso incorria contra as irmãs e em último caso contra o testamento paterno. Defendendo desta forma o testamento, o tio de Gonçalo defendeu intensamente a posição das infantas, sobretudo nas terras onde dominava como tenente: Montemor-o-Novo, Sesimbra, Lisboa, Sintra, Torres Vedras, Abrantes e Óbidos, além das já referidas, inaugurando um período no qual os Sousas, firmes apoiantes da realeza portuguesa, se lhe opunham pela primeira vez.
A posição contrária do senhor da Casa de Sousa teve consequências imediatas,ː a sua hegemonia na corte chega ao fim, e são-çhe ainda retiradas as tenências que então governava. Os Sousas passaram a partir deste momento a assumir-se abertamente como defensores dos direitos das infantas irmãs do rei, e como acérrimos inimigos da política centralizadora de Afonso II.
O conflito seria resolvido somente com intervenção do Papa Inocêncio III; o rei indemnizaria as infantas com uma soma considerável de dinheiro, e a guarnição dos castelos foi confiada a cavaleiros templários, mas era o rei que exercia as funções soberanas sobre as terras e não as infantas. Os Sousas seriam desta forma renegados durante todo o reinado, e assim sendo saíram de Portugal, refugiando-se em outras cortes peninsulares. É muito provável que Gonçalo não tivesse sido exceção.

### O exílio
Desconhece-se o paradeiro de Mem durante o período de exílio dos Sousas, mas é provável que tenha acompanhado o pai, quer se tenha exilado com o irmão em Leão ou nas terras galegas de Toronho.

## O florescer da corte sousã

### Regresso
A morte prematura de Afonso II em 1223 permitiu o regresso dos Sousas, aproveitando a menoridade de Sancho II de Portugal para readquirirem influência. De facto, no assento da demanda entre as infantas e a coroa, estabelecida em 1223, reinando já Sancho II, e com a qual afirmava a infanta-rainha Mafalda que o castelo de Montemor poderia ser entregue a oito fidalgos. O então chefe da família, Gonçalo Mendes, herdara algumas tenências do cunhado, Lourenço Soares de Ribadouro.
Garcia (e provavelmente Mem), no entanto, regressaram mais cedo, pois entre 1217 e 1224 Garcia figura já na documentação curial, testemunhando, naquele ano de 1217, o acordo entre Afonso e as irmãs.

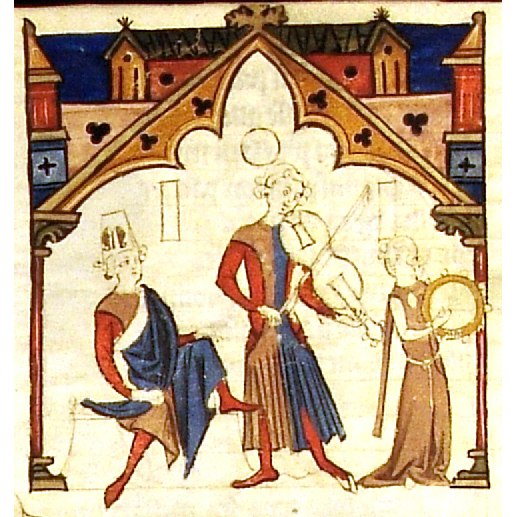
Trovadores, representados no Cancioneiro da Ajuda.

### O patrocínio da cultura
A família de Sousa seria a maior patrocinadora da trovadorismo, arte a que se dedicaram o seu pai, Garcia Mendes II, e os irmãos, Gonçalo Garcia Fernão Garcia e ainda o marido de uma prima, Afonso Lopes de Baião..
O ambiente geralmente régio em que se centrava esta atividade deparava-se em Portugal com um ambiente mais senhorial, que era o que de facto recebia e fazia florescer o trovadorismo, na língua vernácula (galego-português), em oposição à preferência da cúria régia pelo latim tradicional que continuava a manifestar-se em documentos desta proveniência.

### A chefia da Casa de Sousa
A chefia da família coubera, nos seus primeiros anos de vida, ao tio mais velho de Mem, Gonçalo Mendes II. Contudo, nada fizera prever que os acontecimentos então decorridos no seio da sua família o aproximassem devagar do controlo da maior parte dos bens familiaresː o herdeiro de Gonçalo Mendes e primo de Gonçalo Garcia, Mendo Gonçalves, falecera prematuramente e deixara somente uma filha, e o próprio Gonçalo Mendes apenas deixara filhas à sua morte em 1243; Dado que o pai de Mem Garcia, Garcia Mendes, era filho secundogénito de Mendo Gonçalves I de Sousa, a sucessão recaiu na sua descendência, dado que Garcia precedera o irmão na morte. É assim que Mem ascende à chefia da Casa, em 1243.
Herdeiro do património do pai desde 1239, Mem agrupa também na sua pessoa os bens dos seus tios mais novos, Rodrigo Mendes de Sousa e Vasco Mendes de Sousa, falecidos em c.1230 e 1242, respetivamente.

## Ascensão na corte
Mem destaca-se ainda no governo de Sancho II, dado que faz uma das suas primeiras aparições com o seu irmão, João Garcia de Sousa, quando confirmou as doações de Arronches a Santa Cruz de Coimbra (1236) e de Mértola, Alfajar e Ayamonte à Ordem de Santiago (1239, 1240). Exerceu ainda, desde 1235-6, as tenências de Celorico de Basto e Seia.
Contudo, é a partir do final da guerra de 1247-1248 e da consequente subida ao trono de Afonso III (cujo partido os Sousa tomam contra Sancho II) que o seu percurso é mais conhecido. Com os da sua estirpe, tomou parte na reconquista do restante do Algarve por Afonso III, sendo já por 1250 tenente de Panóias, e em 1254 de Aguiar da Pena.

## Morte e posteridade
A sua morte ocorreu em meados de 1255, mas desconhece-se o local da sua sepultura. Foi sucedido, no governo das suas propriedades e mesmo em alguns cargos governativos, pelo seu filho, Gonçalo Mendes III de Sousa, que, exilado (provavelmente pelo seu temperamento rude e comportamento imoral), deu lugar, na chefia da família, a Estêvão Anes de Sousa e por fim ao poderoso conde Gonçalo Garcia de Sousa. 

## Casamento e descendência
Mem Garcia desposou, em data desconhecida, Teresa Anes de Lima, filha de João Fernandes de Lima "o Bom" (1170 - 1245) e de Maria Pais Ribeira, "a Ribeirinha" (1170 - 1258), de quem teve:
- Gonçalo Mendes III de Sousa (? - 1286).
- João Mendes de Sousa.
- Maria Mendes II de Sousa (1230 -?) casou com Lourenço Soares de Valadares.
- Constança Mendes de Sousa (1245 - Santarém, 1298) casou em 1271 com Pedro Anes de Portel (1246 - 1311).
- Teresa Mendes de Sousa (1220 - 1292) que apesar de ser freira no Mosteiro do Lorvão teve um filho com Pedro Afonso Ribeiro, filho de Afonso Pires Ribeiro (1225 - 1289), Senhor de Parada e de Maria Raimundo Viegas de Sequeira.